# The Odyssey (Belau-album)
A The Odyssey a budapesti elektronikus pop / downtempo Belau bemutatkozó nagylemeze, amely 2016. november 16-án jelent meg. Az instrumentális tételeket is tartalmazó dalcsokrot öt vendégénekesnő eltérő orgánuma színesíti tovább: Szécsi Böbe, Dallos-Nyers Boglárka, Myra Monoka, Antonia Vai és Herrer Sára (Mary Popkids). A tizenkét dalos konceptanyag a mediterrán térség hangulatát, az utazás érzését igyekezte zeneileg adaptálni, aminek jegyében minden egyes tétel valamelyik földrajzi egységhez, városhoz köthető zeneileg, hangulatilag vagy éppen a címén keresztül (a lemez felvezető prológusa ilyen módon például Gávdosz szigetének koordinátaira utal, amely Európa legdélebbi pontjának számít).
A The Odyssey dupla telt házas lemezbemutató koncertje az A38 Hajó kiállítóterében került megrendezésre 2016. november 26-án, ahol minden lemezen közreműködő énekesnő fellépett a zenekarral. A lemez 300 kézzel számozott, limitált CD digipak kiadványon jelent meg, mely minden dalhoz egy egyedi artworköt rejt magában.
A lemez 2017. márciusában megnyerte az év legjobb hazai elektronikus albumáért vagy hangfelvételéért járó Fonogram-díj elismerését.

## Az album dalai
|     | Cím                                             | Szerző(k)                                            | Hossz |
| --- | ----------------------------------------------- | ---------------------------------------------------- | ----- |
| 1.  | 34°50’N 24°05’E                                 | Kedves Péter, Buzás Krisztián                        | 02:17 |
| 2.  | Somebody Told Me So (km. Dallos-Nyers Boglárka) | Kedves Péter, Buzás Krisztián, Dallos-Nyers Boglárka | 02:55 |
| 3.  | You And I (km. Szécsi Böbe)                     | Kedves Péter, Buzás Krisztián, Szécsi Erzsébet       | 02:51 |
| 4.  | Jay & Alexis                                    | Kedves Péter, Buzás Krisztián                        | 04:17 |
| 5.  | Alone at Petrčane                               | Kedves Péter, Buzás Krisztián                        | 03:16 |
| 6.  | Open Water (km. Myra Monoka)                    | Kedves Péter, Buzás Krisztián, Nagy Eszter           | 03:18 |
| 7.  | Down by the Sea (km. Herrer Sára)               | Kedves Péter, Buzás Krisztián, Herrer Sára           | 03:40 |
| 8.  | Costas de los Sueños                            | Kedves Péter, Buzás Krisztián                        | 03:46 |
| 9.  | Santorini                                       | Kedves Péter, Buzás Krisztián                        | 03:31 |
| 10. | Wicked (km. Antonia Vai)                        | Kedves Péter, Buzás Krisztián, Morvai Antónia        | 03:43 |
| 11. | Retour à Cap-Ferrat                             | Kedves Péter, Buzás Krisztián                        | 04:32 |
| 12. | Boat Party (km. Szécsi Böbe)                    | Kedves Péter, Buzás Krisztián, Szécsi Erzsébet       | 04:56 |

## Közreműködők
- Kedves Péter - zeneszerző, dalszövegíró, gitár, billentyű, menedzsment, koncertszervezés
- Buzás Krisztián - zeneszerző, dalszövegíró, basszusgitár, album artwork és design, spoken word (Alone at Petrčane)
- Csongor Bálint (Subscribe, USEME) - énekproducer, hangmérnök
- Kováts Marcell - hangmérnök, keverés, masztering

Énekesnők
- Szécsi "Böbe" Erzsébet - ének (You And I, Boat Party)
- Antonia Vai - ének (Wicked)
- Herrer Sára (Mary Popkids) - ének (Down by the Sea)
- Myra Monoka - ének (Open Water)
- Dallos-Nyers Boglárka - ének (Somebody Told Me So)